# Palazzo imperiale di Rio de Janeiro
Il Palazzo imperiale di Rio de Janeiro (in portoghese Paço Imperial) è un palazzo in stile coloniale situato nell'attuale Piazza XV Novembre, nel centro storico di Rio de Janeiro, in Brasile.
Costruito tra 1738 e 1743 come residenza dei governatori dell'amministrazione portoghese, ospitò in seguito i viceré, il re Giovanni VI e gli imperatori del Brasile. Oggi vi si trova un centro culturale.